# アウストラロピテクス・セディバ
アウストラロピテクス・セディバ（セディバ猿人、Australopithecus sediba）は、哺乳類霊長目（サル目）ヒト科の絶滅した種であり、化石人類の一種である。
2008年に南アフリカ共和国のマラバ地方の洞窟で発見された化石は、10代前半の少年と30歳前後の女性のものであった。骨格の分析から、樹上生活していたが直立歩行と道具の使用が可能であったという。生息年代は約180万年前と見られているが、今後の研究で数十万年さかのぼることもあり得るという。発見者の9歳の少年マシュー・バーガーの父親である古人類学者リー・バーガーはホモ・ハビリスか、ホモ・エレクトスの直接の祖先にあたる可能性があるとしている。